# Alicia Rodríguez
Alicia Rodríguez Fernández (Málaga, 2 de maio de 1935) é uma atriz e escritora espanhola radicada no México. Pertence à "época de ouro do cinema mexicano", tendo se tornado conhecida por trabalhar em telenovelas mexicanas.

## Filmografia

### Televisão
- Una familia con suerte (2011) .... Fernanda Peñaloza Rubalcaba
- Triunfo del amor (2011) .... Sor Clementina
- Al diablo con los guapos (2007) .... Regina Lascuráin Vda. de Belmonte
- Abrázame muy fuerte (2000) .... Consuelo Rivas de Álvarez
- De pura sangre (1986) .... Beatriz Valencia Vda. de Duarte
- Pobre señorita Limantour (1987) .... Soledad
- Amalia Batista (1983) .... Doña Ana Mercedes
- El combate (1980) .... Rosario
- Lágrimas de amor (1980) .... Camila
- Los ricos también lloran (1979) .... Doña Elena Salvatierra (No.1)
- Gotita de gente (1978) .... Doña Margarita
- Rina (1977) .... María Julia/Victoria
- Los que ayudan a Dios (1973) .... Elena
- Aquí está Felipe Reyes (1972)
- El profesor particular (1971) .... Alicia
- Yesenia (1970) .... Marisela
- Angelitos negros (1970) .... Ana Luisa de la Fuente
- Del altar a la tumba (1969)
- No creo en los hombres (1969) .... Alicia
- Cruz de amor (1968) .... Inés de los Monteros
- Fallaste corazón (1968) ....  Virginia
- Sueña conmigo, Donaji (1967)
- Las víctimas (1967)
- El ídolo (1966)
- Marianela (1961)

### Cinema
- Yesenia (1971) ....Marisela
- El derecho de nacer (1966)
- La edad de la inocencia (1962)
- El ataúd del vampiro (1957)
- Mi esposa me comprende (1957)
- Mi canción eres tú (1956)
- Me perderé contigo (1954)
- Chucho el roto (1954)
- Hijas casaderas (1954)
- Fruto prohibido (1953)
- Yo soy gallo donde quiera (1952)
- Una calle entre tú y yo (1952)
- Ave de paso (1948)
- Los buitres sobre el tejado (1946)
- Más allá del amor (1946)
- Sinfonía de una vida (1946)
- Una sombra en mi destino (1946)
- Mamá Inés (1945)
- Entre hermanos (1945)
- Cuando escuches este vals (1944)
- El jagüey de las ruinas (1944)
- El secreto de la solterona (1944)
- Las aventuras de Cucuruchito y Pinocho (1943)

## Prêmios e indicações

### Ariel
| Ano  | Categoria               | Filme                      | Resultado |
| ---- | ----------------------- | -------------------------- | --------- |
| 1946 | Melhor atuação infantil | El secreto de la solterona | Venceu    |

### TVyNovelas
| Ano  | Categoria                                  | Telenovela                                 | Resultado |
| ---- | ------------------------------------------ | ------------------------------------------ | --------- |
| 2011 | Prêmio especial à toda uma vida no cenário | Prêmio especial à toda uma vida no cenário | Venceu    |
| 1986 | Melhor atriz principal                     | De pura sangre                             | Indicado  |